# Arundinaria spanostachya
Arundinaria spanostachya là một loài thực vật có hoa trong họ Hòa thảo. Loài này được (T.P.Yi) D.Z.Li mô tả khoa học đầu tiên năm 2005.